# Serie A 1980 (Ecuador)
La Serie A 1980 è stata la 22ª edizione della massima serie del campionato di calcio dell'Ecuador, ed è stata vinta dal Barcelona, giunto al suo sesto titolo.

## Formula
La prima fase è a 10 partecipanti, che si affrontano in un girone all'italiana; le prime tre si qualificano alla fase finale, e prendono dei punti bonus, da utilizzare nella fase finale, a seconda della loro posizione: il primo ne ottiene 3, il secondo 2 e il terzo 1. La seconda fase ricalca l'andamento della prima, con le due squadre vincitrici della prima fase della Serie B a sostituire le due retrocesse. La fase finale vede le 6 squadre qualificate (furono 5 giacché il Barcelona riuscì a classificarsi nelle prime tre sia nella prima che nella seconda fase) disputarsi il titolo.

## Prima fase
|  | Pos. | Squadra              | Pt | G  | V | N | P | GF | GS | DR |
|  | ---- | -------------------- | -- | -- | - | - | - | -- | -- | -- |
|  | 1.   | Universidad Católica | 21 | 18 | 8 | 5 | 5 | 28 | 21 | +7 |
|  | 2.   | Téc. Universitario   | 20 | 18 | 7 | 6 | 5 | 26 | 21 | +5 |
|  | 2.   | Barcelona SC         | 20 | 18 | 7 | 6 | 5 | 25 | 21 | +4 |
|  | 4.   | Emelec               | 19 | 18 | 7 | 5 | 6 | 22 | 18 | +4 |
|  | 5.   | América de Quito     | 18 | 18 | 6 | 6 | 6 | 21 | 23 | -2 |
|  | 6.   | LDU Quito            | 17 | 18 | 4 | 9 | 5 | 23 | 21 | +2 |
|  | 6.   | El Nacional          | 17 | 18 | 6 | 5 | 7 | 18 | 19 | -1 |
|  | 6.   | Everest              | 17 | 18 | 6 | 5 | 7 | 23 | 29 | -6 |
|  | 6.   | Manta Sport          | 17 | 18 | 8 | 1 | 9 | 20 | 28 | -8 |
|  | 10.  | Deportivo Quito      | 14 | 18 | 5 | 4 | 9 | 14 | 19 | -5 |

Universidad Católica 3 punti bonus; Técnico Universitario 2; Barcelona 1.

## Seconda fase
LDU Cuenca e Deportivo Quito promosse in qualità di vincitrici della prima fase della Serie B.

|  | Pos. | Squadra              | Pt | G  | V | N | P  | GF | GS | DR  |
|  | ---- | -------------------- | -- | -- | - | - | -- | -- | -- | --- |
|  | 1.   | El Nacional          | 24 | 18 | 8 | 8 | 2  | 24 | 16 | +8  |
|  | 2.   | Barcelona SC         | 22 | 18 | 8 | 6 | 4  | 29 | 20 | +9  |
|  | 2.   | América de Quito     | 22 | 18 | 9 | 4 | 5  | 23 | 15 | -7  |
|  | 4.   | Universidad Católica | 21 | 18 | 7 | 7 | 4  | 25 | 13 | +12 |
|  | 5.   | Téc. Universitario   | 17 | 18 | 7 | 3 | 8  | 29 | 28 | +1  |
|  | 5.   | LDU Quito            | 17 | 18 | 4 | 9 | 5  | 21 | 24 | -3  |
|  | 7.   | Everest              | 16 | 18 | 4 | 8 | 6  | 22 | 30 | -8  |
|  | 8.   | Deportivo Quito      | 14 | 18 | 5 | 4 | 9  | 18 | 20 | -2  |
|  | 8.   | Emelec               | 14 | 18 | 4 | 6 | 8  | 13 | 21 | -8  |
|  | 10.  | LDU Cuenca           | 13 | 18 | 5 | 3 | 10 | 7  | 24 | -17 |

El Nacional 3 punti bonus; Barcelona 2; América 1.

## Fase finale
Punti bonus: Barcelona 3, El Nacional 3, Universidad Católica 3, Técnico Universitario 2, América 1.

|                    | Pos. | Squadra              | Pt | G | V | N | P | GF | GS | DR  |
| ------------------ | ---- | -------------------- | -- | - | - | - | - | -- | -- | --- |
| Ecuador (bandiera) | 1.   | Barcelona SC         | 13 | 8 | 4 | 2 | 2 | 12 | 9  | +3  |
|                    | 1.   | Téc. Universitario   | 13 | 8 | 5 | 1 | 2 | 11 | 8  | +3  |
|                    | 3.   | Universidad Católica | 11 | 8 | 2 | 4 | 2 | 12 | 9  | +3  |
|                    | 4.   | América de Quito     | 9  | 8 | 3 | 2 | 3 | 15 | 12 | +3  |
|                    | 5.   | El Nacional          | 6  | 8 | 0 | 3 | 5 | 4  | 16 | -12 |

### Spareggio per il titolo

#### Andata
| Ambato                                                                                | Técnico Universitario | 4 – 1 referto | Barcelona |  |
| \| \| \| \| \| Burbano 14’, 75’ Ninacuri 32’ Armoa 86’ \| Marcatori \| 49’ Epanhor \| |                       |               |           |  |
|                                                                                       |                       |               |           |  |
| Burbano 14’, 75’ Ninacuri 32’ Armoa 86’                                               | Marcatori             | 49’ Epanhor   |           |  |

#### Ritorno
| Guayaquil                                                              | Barcelona | 3 – 0 referto | Técnico Universitario |  |
| \| \| \| \| \| Escurinho 54’ Tenorio 60’ Nieves 85’ \| Marcatori \| \| |           |               |                       |  |
|                                                                        |           |               |                       |  |
| Escurinho 54’ Tenorio 60’ Nieves 85’                                   | Marcatori |               |                       |  |

#### Spareggio
| Machala 14 gennaio 1981                                           | Barcelona | 3 – 0 referto | Técnico Universitario |  |
| \| \| \| \| \| Epanhor 13’ Ney 33’ Tenorio 43’ \| Marcatori \| \| |           |               |                       |  |
|                                                                   |           |               |                       |  |
| Epanhor 13’ Ney 33’ Tenorio 43’                                   | Marcatori |               |                       |  |

## Verdetti
- Barcelona campione nazionale
- Barcelona e Técnico Universitario in Coppa Libertadores 1981
- Manta Sport, Deportivo Cuenca, Emelec e LDU Cuenca retrocessi.

## Classifica marcatori
| Gol |  |  | Giocatore              | Squadra              |
| --- |  |  | ---------------------- | -------------------- |
| 26  |  |  | Miguel Ángel Gutiérrez | América de Quito     |
| 20  |  |  | Mario Raffart          | Universidad Católica |
| 19  |  |  | Miguel Ángel López     | Everest              |
| 18  |  |  | Epanhor                | Barcelona SC         |
| 16  |  |  | Néstor Doroni          | LDU Quito            |
| 15  |  |  | Vinicio Ron            | El Nacional          |
| 13  |  |  | Fabián Burbano         | Téc. Universitario   |
| 12  |  |  | Juan Madruñero         | Barcelona SC         |
| 12  |  |  | Ney                    | Barcelona SC         |
| 10  |  |  | Gorky Revelo           | Téc. Universitario   |
| 10  |  |  | Fabián Paz y Miño      | El Nacional          |
| 20  |  |  | Adolfo Lazzarini       | LDU Quito            |